# Spin (romanzo)
Spin è un romanzo di fantascienza scritto da Robert Charles Wilson. È il primo libro dell'omonima trilogia (seguiti: Axis e Vortex).

## Trama
(Robert Charles Wilson, Spin)
Una notte di ottobre, quando aveva una decina d’anni, Tyler Dupree era disteso in giardino, quando vide le stelle sparire. Dopo un lampo, durato un attimo, scomparvero tutte insieme, sostituite da una sorta di barriera nera, vuota e opprimente. Tyler e i suoi migliori amici, Jason e Diane Lawton, avevano visto quello che sarebbe stato conosciuto come il grande black-out.
Attraverso le pagine del libro vedremo questi personaggi crescere e adattarsi a un mondo che non sarà più lo stesso, in cui Marte non sarà lontano quanto oggi.

## Storia e Riconoscimenti
È stato pubblicato negli Stati Uniti nel 2005.
Ha vinto il Premio Hugo per il miglior romanzo nel 2006 e nel 2009 il Premio Seiun per la miglior opera tradotta. Altri riconoscimenti:
- Premio John Wood Campbell Memorial per il miglior romanzo, candidato, 2006[1];
- Locus Award candidato, 2006[1];
- Geffen Award (categoria: opere tradotte), 2006[3];
- Kurd-Laßwitz-Preis (narrativa straniera), 2007;
- Grand Prix de l'Imaginaire (romanzo in lingua straniera), 2008;
- SF ga Yomitai per il migliore romanzo dell'anno tradotto in Giappone (2008);
- Premio Seiun per il miglior romanzo straniero (2009).

A giugno 2014, la Universal Cable Productions ha acquisito i diritti per adattare il romanzo con l’obiettivo di realizzarne una serie.
A gennaio 2015, Syfy ha annunciato lo sviluppo della miniseries di sei ore basata sul libro.
Ad agosto 2018 viene pubblicato in Italia da Rocard.

## Edizioni
- Robert Charles Wilson, Spin, 1ª ed., Tor Books, 2005,  p. 458.
- Robert Charles Wilson, Spin, 1° italiana, Rocard, 2018,  p. 511. URL consultato il 10 giugno 2017 (archiviato dall'url originale il 30 agosto 2018).